# ジョージア・フロンティア

ジョージア・フロンティア（2006年）

ジョージア・フロンティア（Georgia Frontiere 1927年11月21日 - 2008年1月18日）はNFLのセントルイス・ラムズの共同オーナー。
彼女はセールスマンの父親とエンターテイナーである母親、ルシア・パメラの間の中流家庭に育った。15歳の時に両親が離婚し彼女はボーイフレンドと駈け落ちした（この相手は第二次世界大戦で戦死した。）。その後、彼女はペパーダイン大学に進学し経済学を学んだ。秘書として数年間働いた後、ショービジネスの世界に飛び込むことを望んだ。ロサンゼルス、マイアミでダンサー、シンガー、天気予報士、その他いろいろな仕事についた。
1957年には彼女はマイアミで知られたダンサーとなって多くのエリートとつきあうようになり、後にアメリカ合衆国大統領となるジョン・F・ケネディの父親のジョセフ・P・ケネディの家で開かれたパーティーでNFLのオーナーであり大富豪のキャロル・ローゼンブルームに出会い6度目の結婚をすることとなった。
1979年4月に夫のローゼンブルームがフロリダ州ゴールデン・ビーチで溺死すると義理の息子との間で相続争いが起きてチームの経営権を争ったが彼女がオーナーとしてチームを引き継いだ。夫の死には彼が巨額のギャンブルに負けてマフィアに殺されたのではないかといった噂も立った。
1980年にラムズの本拠地をロサンゼルス・メモリアル・コロシアムからアナハイム・スタジアムに移した。
1988年には、8年間連れ添った7人目の夫、作曲家のドミニク・フロンティアと離婚した。離婚後もフロンティアの姓を死ぬまで名乗り続けた。
セントルイス出身の彼女はラムズをロサンゼルスからセントルイスへ移転することを決意した。これは経営上重大な危険をはらんでいたがセントルイス市から2億6000万ドルのスタジアム建設費、2200万ドル以上となる年間シートの売り上げが約束された。1995年、ラムズはセントルイスに移転した。1999年、ラムズはディック・ヴァーミールヘッドコーチとMVPクォーターバックのカート・ワーナーの活躍でスーパーボウルに進出する活躍を見せた。そしてテネシー・タイタンズを第34回スーパーボウルで破った後、表彰台で彼女はヴィンス・ロンバルディ・トロフィーを手にした。
2004年、乳癌に罹っていることが明らかになった。2008年1月18日、UCLAのメディカルセンターで80歳の生涯を閉じた。同年に「セントルイス・フットボール リング・オブ・フェイム」に選出された。